# چوب‌پای سیاه
چوب‌پای سیاه (نام علمی: Himantopus novaezelandiae) نام یک گونه از سرده چوب‌پا است.